# Ptyonoprogne obsoleta

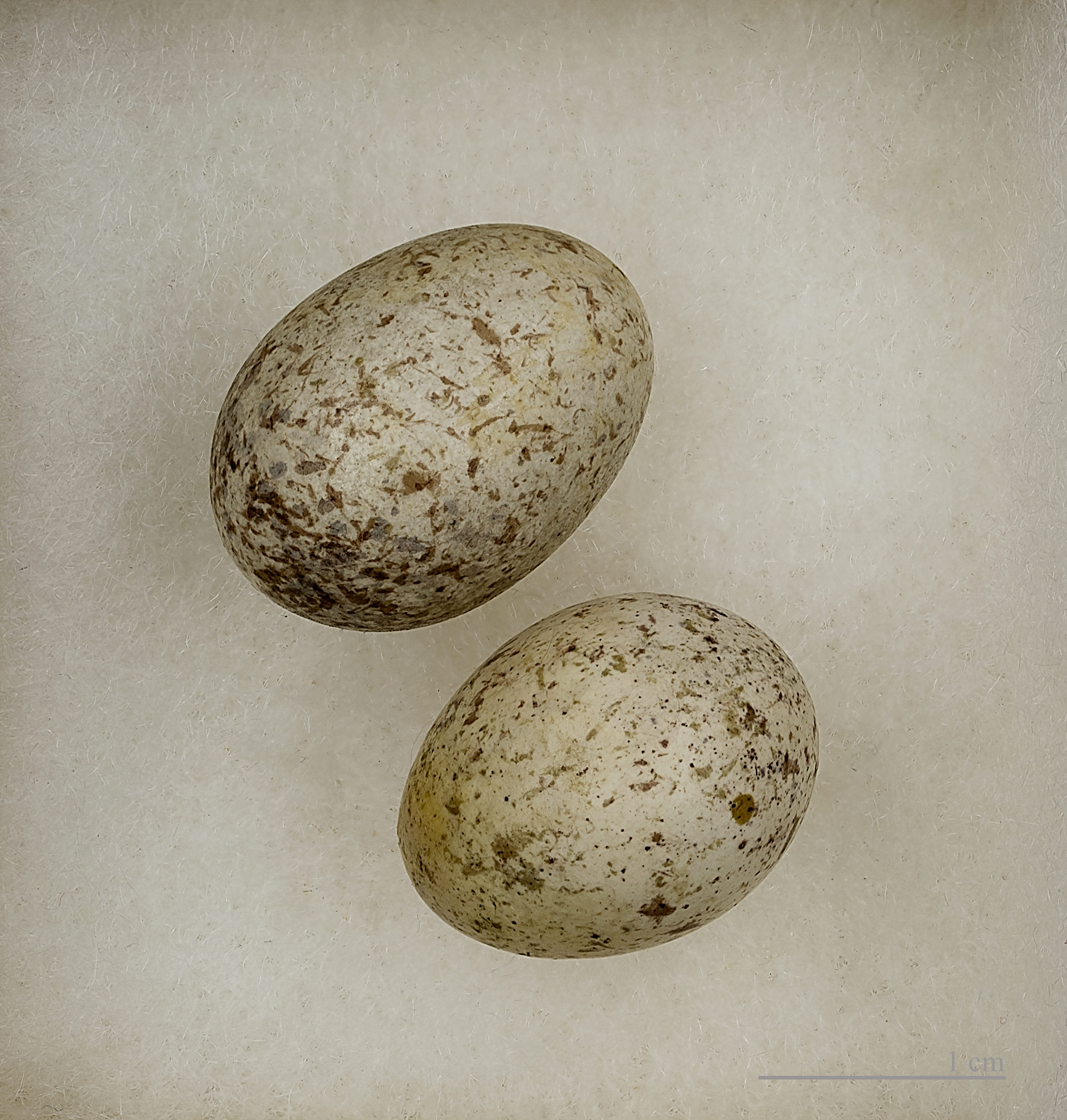
Ptyonoprogne obsoleta

Ptyonoprogne obsoleta é uma espécie de ave da família Hirundinidae.
Pode ser encontrada nos seguintes países: Afeganistão, Argélia, Chade, Egito, Eritreia, Índia, Irão, Iraque, Israel, Jordânia, Cuaite, Líbia, Mauritânia, Marrocos, Níger, Omã, Paquistão, Palestina, Catar, Arábia Saudita, Somália, Sudão, Tunísia, Emirados Árabes Unidos, Sahara Ocidental e Iémen.